# Блокировка файла
Блокировка файла (англ. file locking) — механизм, который ограничивает доступ к файлу, давая доступ в данный момент только одному пользователю или процессу. Системы реализуют блокировку для предотвращения классического interceding update сценария (который является типичным примером состояния гонки) посредством принуждения к последовательным процессам обновления любого файла.
Следующий пример демонстрирует проблему interceding update:
1. Процесс A читает запись о клиенте из файла, содержащего бухгалтерскую информацию, включая остаток денег на счете клиента и его номер телефона.
2. Процесс B тогда же читает ту же самую запись из того же файла, так что у него есть своя копия записи.
3. Процесс A изменяет остаток на счете в своей копии записи и записывает её обратно в файл.
4. Процесс B, который все ещё имеет изначальное значение остатка на счете в своей копии записи, обновляет остаток и пишет обратно в файл.
5. В итоге процесс B записал свое неактуальное значение остатка в файл, приведя к потере изменений, сделанных процессом A.

Неправильное использование блокировки файла, как и любой блокировки, может привести к снижению производительности или взаимной блокировке.

## Microsoft Windows
Microsoft Windows использует три разных механизма для управления доступом к разделяемым файлам. Дополнительные механизмы блокировки применяются к сетевым файловым ресурсам (SMB).

## Unix-подобные системы
Unix-подобные системы (включая Linux и OS X) обычно автоматически не блокируют открытые файлы. В них предусмотрен системный вызов flock, однако он никак не ограничивает доступ к файлам из других процессов и лишь служит способом синхронизации доступа к файлу между несколькими процессами.
Также существует метод «fcntl(F_SETLK)» и «fcntl(F_GETLK)», описанный в стандартах POSIX.

## Amiga ОС
В ОС Amiga можно получить блокировку файла, вызвав функцию Lock (в dos.library).